# Behemoth (Canada's Wonderland)
Vous lisez un « bon article » labellisé en 2012.
Pour les articles homonymes, voir Behemoth (homonymie).
Behemoth est une attraction de type montagnes russes en métal du parc Canada's Wonderland, situé à Vaughan, en Ontario, au Canada. Ce sont des hyper montagnes russes conçues et développées par le constructeur suisse Bolliger & Mabillard. Behemoth détenaient les titres des montagnes russes les plus hautes et les plus rapides du Canada jusqu'en 2012 avec l'ouverture de Leviathan, des montagnes russes également produites par Bolliger & Mabillard et construites à l'autre bout de Canada's Wonderland.
Après une année et demie de préparation et de construction, l'attraction ouvre en mai 2008. Avec ses grandes vitesses, sa hauteur de 70 mètres et des changements rapides de direction, c'est l'une des attractions offrant le plus de sensations fortes à Canada's Wonderland. Behemoth a aussi l'un des plus grands débits de passagers du parc.
Les wagons sont des prototypes, les premiers sur des montagnes russes de ce genre, caractérisés par des rangées arrière surélevées et une disposition en « V » des sièges, ce qui garantit à tous les passagers une vue dégagée. La durée du parcours est d'environ trois minutes et les trains atteignent une vitesse maximale de 123,9 km/h en 3,9 secondes pendant la première descente. Elle est suivie de cinq bosses, d'un demi-tour et de deux hélices.

## Historique
Behemoth est annoncée le 27 août 2007. Cette attraction d'un coût estimé à 26 millions de dollars canadiens représente le plus gros investissement des 27 ans de l'histoire du parc Canada's Wonderland.
Après 18 mois de préparation et de construction, la piste en métal et la structure de l'attraction sont terminées le 22 janvier 2008,,. Elle ouvre officiellement le 24 avril 2008 pour la presse. Les possesseurs de cartes annuelles peuvent la tester dès le 25 avril 2008 et l'ouverture au public a lieu le 4 mai 2008.
Behemoth est alors à cette date le parcours de montagnes russes le plus haut et le plus rapide du Canada. Ces records tiendrons pratiquement quatre ans lorsqu'ils sont perdus au profit de Leviathan, d'autres montagnes russes ouvertes en avril 2012 dans le même parc : ses trains atteignent une vitesse de 148 km/h et sa hauteur est de 93,3 mètres.

## Caractéristiques
« La hauteur, la vitesse et les airtimes caractérisent les hyper montagnes russes. »

— Bolliger & Mabillard

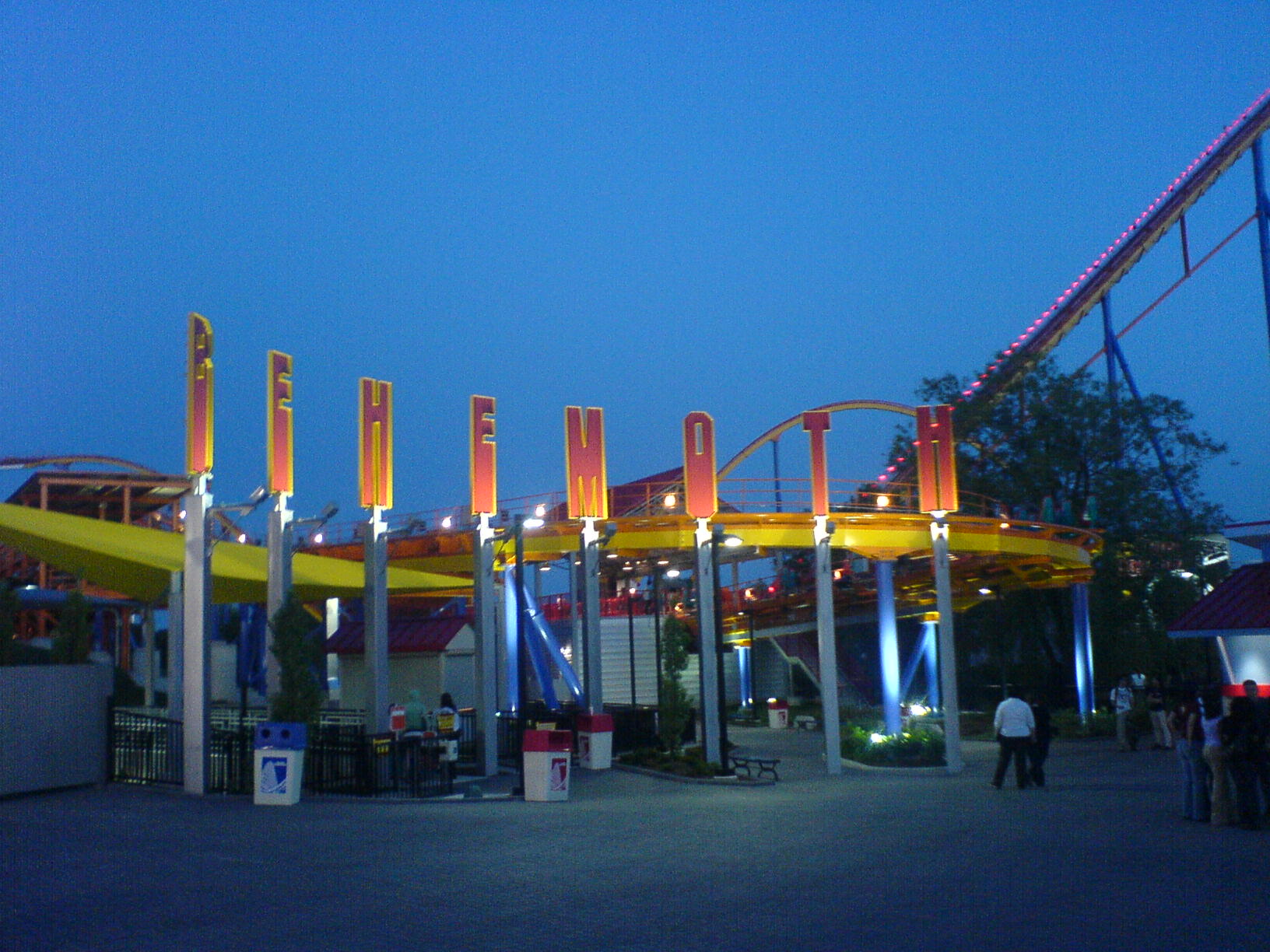
Entrée de Behemoth.

Behemoth est notée cinq sur cinq (double diamant noir) dans le système de notation de Canada's Wonderland, ce qui en fait l'une des attractions offrant le plus de sensations fortes. Cette note indique que Behemoth a « une grande vitesse et/ou hauteur, des forces agressives et inattendues et des changements rapides de direction ou de hauteur ».

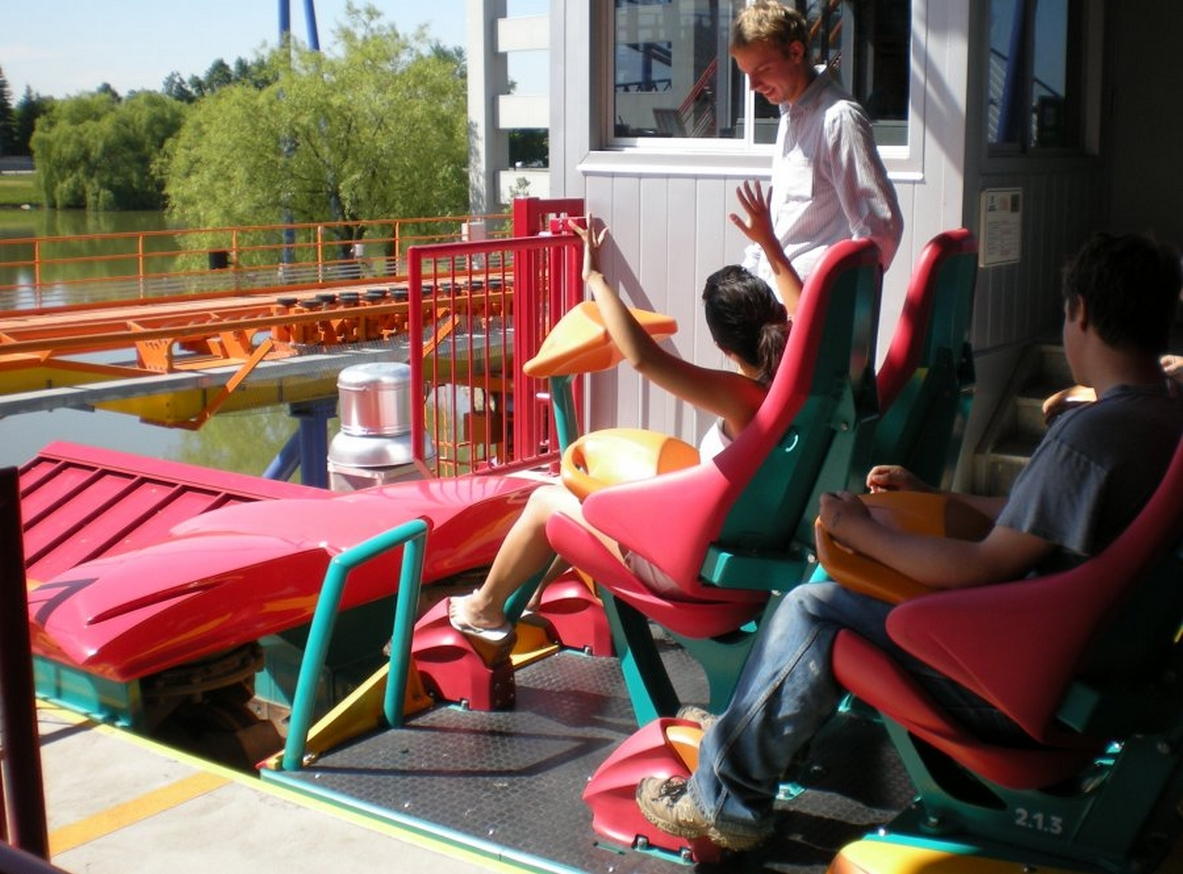
Des passagers embarquant dans le train rouge et baissant le harnais de sécurité dans la gare.

Les trois trains en acier et en fibre de verre sont un prototype caractérisé par des sièges arrangés en « V » et des sièges arrière surélevés pour que chaque passager ait une vue dégagée,. Ce prototype est le premier sur les montagnes russes de Bolliger & Mabillard et il a été reproduit pour Diamondback à Kings Island, Intimidator à Carowinds et Shambhala à PortAventura Park. Les trains sont nommés d'après leur couleur : le train rouge, le train orange et le train jaune. Chaque train est composé de huit wagons de quatre places pour une capacité de 32 personnes. Chaque passager est attaché par une barre de sécurité individuelle,.
Le circuit composé de rails en acier mesure 1 620,9 mètres de longueur et le lift hill culmine à 70,1 mètres de hauteur. La première descente est inclinée de 75°. Les trains passent par des freins qui régulent leur vitesse pendant le parcours ainsi que des freins magnétiques qui garantissent la douceur du tour.
La zone de chargement et de déchargement se trouve dans un bâtiment de deux étages. Dans la zone d'embarquement, des casiers destinés à recevoir les objets pouvant être perdus durant le parcours sont à disposition du public.
Contrairement aux autres attractions du parc, Behemoth dispose à sa sortie de sa propre boutique vendant des souvenirs aux couleurs de l'attraction et les photos prises sur le parcours.

## Parcours

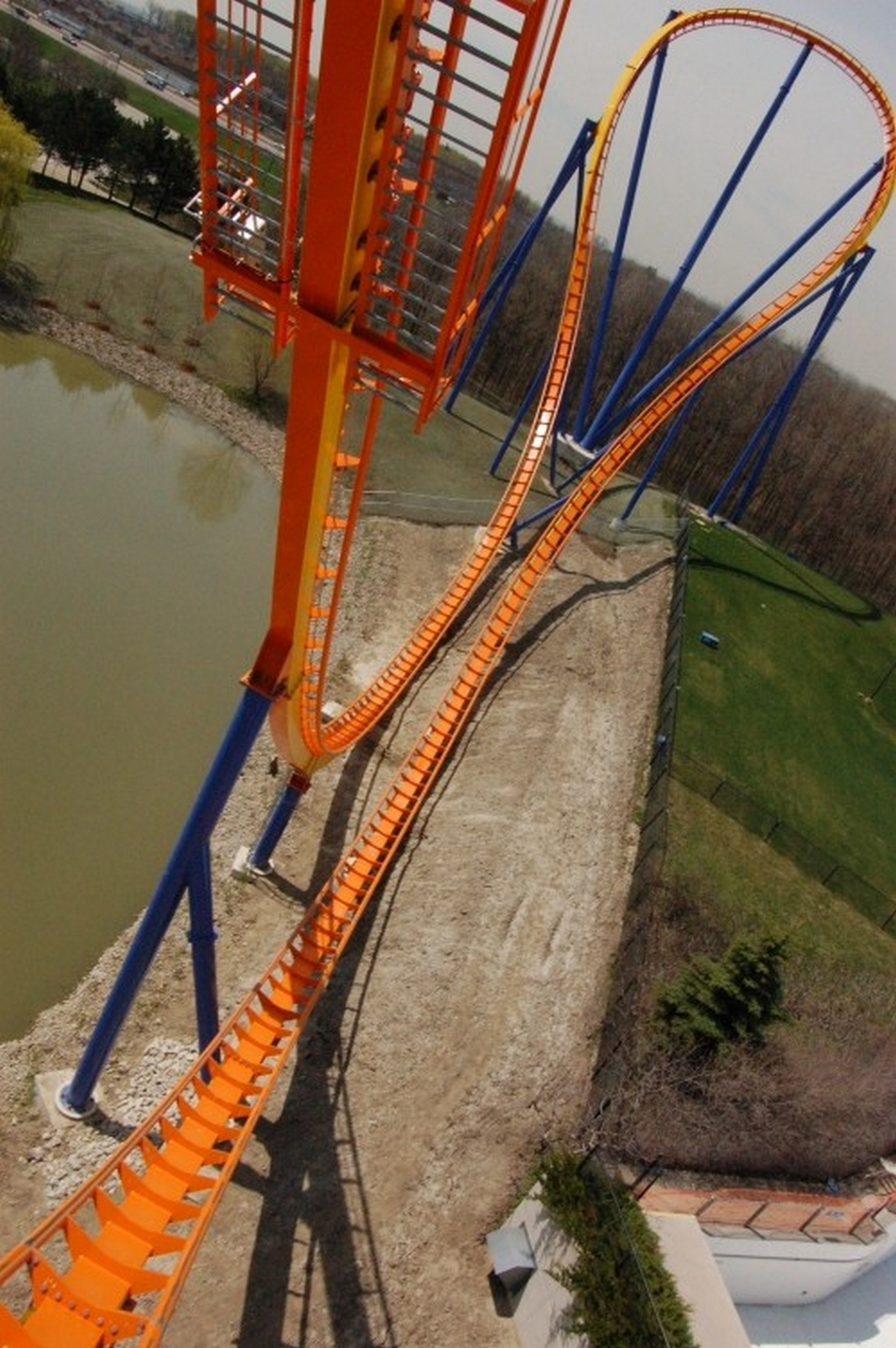
Vue du hammerhead turn depuis la première bosse.

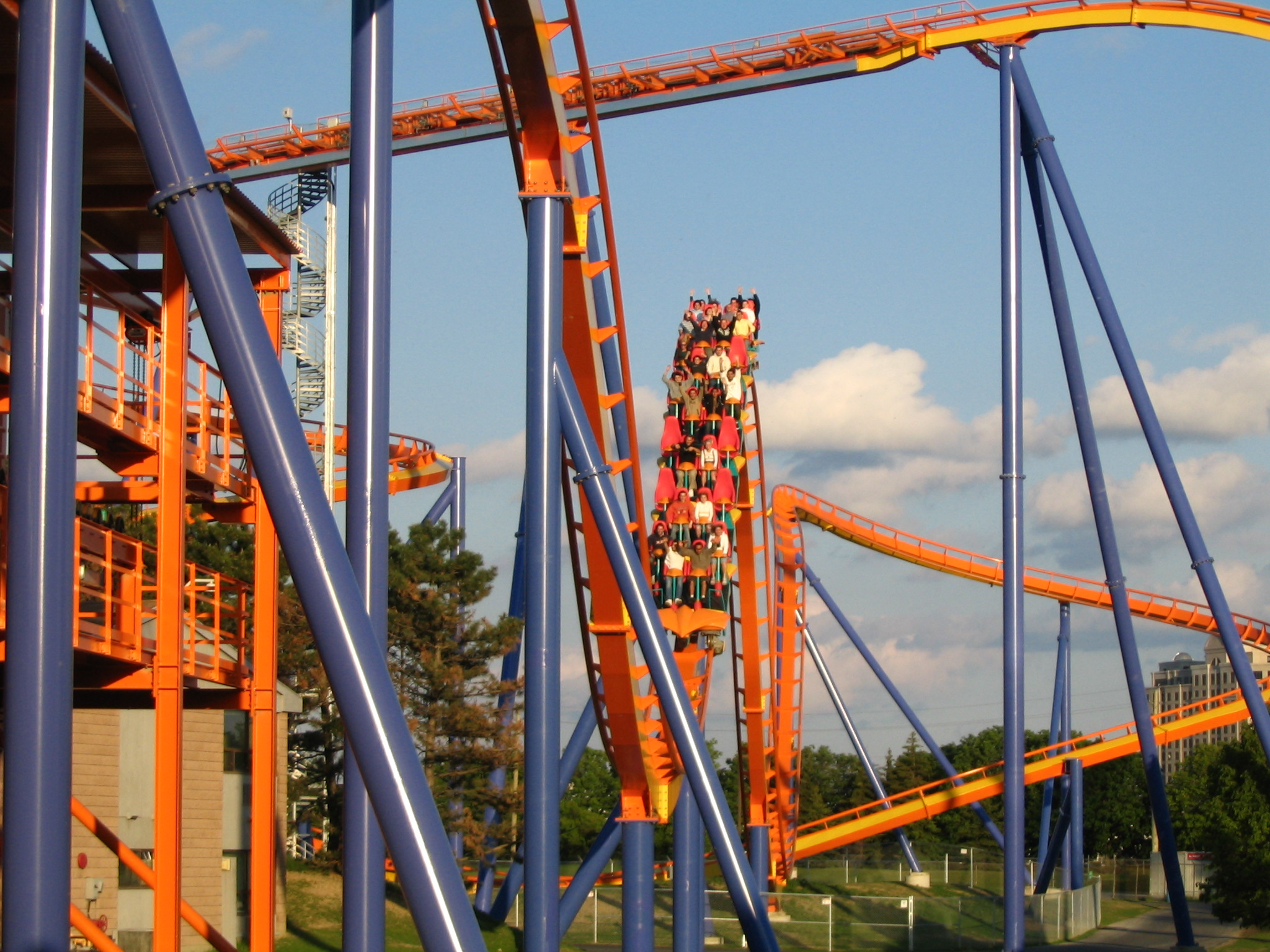
Un train dans la dernière bosse, après la deuxième hélice.

Le parcours de Behemoth dure trois minutes et dix secondes et il est notamment caractérisé par sa première descente durant laquelle les trains atteignent une vitesse de 123,9 km/h en 3,9 secondes, cinq bosses à airtimes, un hammerhead turn (demi-tour incliné) et deux hélices,.
Après avoir quitté la gare, le train effectue un quart de tour vers la droite et commence à gravir le lift hill à chaîne. Après une trentaine de secondes, la hauteur maximale de 70,1 mètres est atteinte. Du sommet, les passagers peuvent apercevoir sur la gauche les gratte-ciels de Toronto dont la Tour CN et sur la droite l'ensemble du parc Canada's Wonderland. Le train entame alors la première descente, la plus haute de son parcours. L'inclinaison des rails à 75° au maximum et la vitesse de 123,9 km/h atteinte en 3,9 secondes créent une sensation d'airtime,,,.
En bas de la première descente, le train passe par-dessus la première bosse à airtime puis entre dans le hammerhead turn, ce qui lui fait faire un demi-tour à 180° vers la gauche. À sa sortie, le trajet en ligne droite fait passer le train par trois bosses à airtime successives. Des freins de mi-parcours réduisent sa vitesse avant un virage sur la droite et sa descente dans une hélice à 540°. Une seconde hélice ascensionnelle à 270° vers la gauche suit immédiatement la première. Une dernière petite descente suivie d'une nouvelle bosse termine le parcours. Maintenu par les freins finaux le temps que la voie soit libre, le train entre en gare après un virage à 180° vers la gauche.

## Fonctionnement
Du fait de son emplacement à l'extérieur, Behemoth est exposé aux conditions météorologiques, plus particulièrement au vent, à la pluie et à la foudre en raison de sa hauteur et de sa structure métallique. Le mauvais temps peut ainsi entraîner la fermeture de l'attraction.
Aucun âge minimum n'est requis pour emprunter l'attraction, mais les passagers doivent mesurer au moins 137 centimètres pour aller dans l'attraction,. Tout comme les autres attractions dans lesquelles les passagers doivent prendre place dans des sièges-baquets, les personnes ne parvenant pas à abaisser le harnais de sécurité en raison d'une morphologie particulière, notamment un tour de taille trop important, ne sont pas autorisés dans l'attraction. De même, les personnes ayant « eu une opération chirurgicale récente, des problèmes cardiaques, une pression élevée, des problèmes de cou ou de dos, ou n'importe quel état pouvant être aggravé par l'attraction, ou s'il s'agit de femmes enceintes » ne sont pas autorisés.
Le débit de 1 545 passagers par heure du Behemoth est l'un des plus élevés de toutes les attractions du parc.

## Réception

### Accueil du public
Behemoth est une des attractions les plus populaires de Canada's Wonderland et elle a eu beaucoup de succès depuis son ouverture. Elle attire autant les jeunes enfants que les personnes âgées.

« Avec l'ajout de Behemoth, nous voulions rendre hommage à notre offre impressionnante de plus de 200 attractions et spectacles avec des montagnes russes de classe mondiale qui vont faire de Wonderland l'un des premiers parcs de loisirs de notre industrie. »

— Raffi Kaprelyan, Vice-président et manager général de Canada’s Wonderland

### Classements
Les Golden Ticket Awards sont des prix attribués chaque année par Amusement Today, un journal publié par l'industrie des loisirs. Les classements sont obtenus par un sondage international organisé par le journal. À son ouverture en 2008, Behemoth obtient la troisième place dans le classement des meilleures nouvelles attractions de l'année.
| Rang | 29 | 12 | 13 | 15 | 17 | 17 |